# Kanton Pouzauges
Pouzauges is een voormalig kanton van het departement Vendée in Frankrijk. Het kanton maakte deel uit van het arrondissement Fontenay-le-Comte. Het werd opgeheven bij decreet van 17 februari 2014 met uitwerking op 22 maart 2015.

## Gemeenten
Het kanton Pouzauges omvatte de volgende gemeenten:
- Le Boupère
- Les Châtelliers-Châteaumur
- Chavagnes-les-Redoux
- La Flocellière
- La Meilleraie-Tillay
- Monsireigne
- Montournais
- La Pommeraie-sur-Sèvre
- Pouzauges (hoofdplaats)
- Réaumur
- Saint-Mesmin
- Saint-Michel-Mont-Mercure
- Tallud-Sainte-Gemme